# ケネディ・スクール
ハーバード・ケネディ・スクール（Harvard Kennedy School、HKS）は、ハーバード大学の公共政策大学院。1936年設立。
設立当初の名称は公共経営大学院（Graduate School of Public Administration）であったが、1966年に第35代大統領のジョン・F・ケネディの名を冠して、正式名称をハーバード・ジョン・F・ケネディ行政大学院（Harvard John F. Kennedy School of Government）とした。
ハーバード大学ケネディスクール(HKS)は、コロンビア大学国際公共政策大学院(SIPA)、プリンストン大学国際公共政策大学院(SPIA, 旧WWS)などと共に国際公共政策分野における世界最高峰の公共政策大学院の1つであり、政治学・国際関係学の分野でも、ジョンズ・ホプキンズ大学(SAIS)、ジョージタウン大学(SFS)と共に世界最高峰の評価を受けており、政財界へ指導的な人材を輩出しつづけている。世界約90カ国から約1,000名が学んでおり、日本人入学者数は官費留学を中心に各年度10名程度。

## 学業
ケネディースクールの特徴は、パブリックセクターにおけるリーダーシップ育成、学際性、理論と実践の融合を強調しているところである。

### 課程の特徴
学位課程は、基幹カリキュラムが必須の公共政策学修士課程（MPP：Master in Public Policy）、職務経験もしくは修士号以上既取得者向けで柔軟なカリキュラムが組める公共経営学修士課程（MPA：Master in Public Administration）、国際開発に重心を置いた公共経営学（国際開発）修士課程（MPA/ID：Master in Public Administration in International Development）、さらに相当期間の職務経験を有するミッドキャリア向けで1年コースの公共経営学修士課程（MC/MPA ; Mid-Career Master in Public Administration）に大別される。その他、入学者数は少ないがPh.D.プログラムも用意されている。
ハーバード・ロー・スクールやビジネススクールといったハーバード各大学院、MIT、フレッチャー法律外交大学院と単位交換の提携をしており、履修可能な講座の幅広さがケネディスクールの学際性の基礎を成している。

## 学長
アメリカの政権交代の際に見られるリボルビング・ドア（大統領の交代とともに政府高官が一斉に入れ替わる）の有力な人材供給源として知られており、近年の学長にはクリントン政権で国防次官補を務めたジョセフ・ナイ（1995.12～2004.6）、クリントン政権で厚生省副長官を務めたデイヴィッド・T・エルウッド（2004.7～2015.6）がいる。現学長は、オバマ政権で議会予算局の局長を務めたダグラス・エルメンドルフ (2016.1～)。2023年9月、エルメンドルフは2024年6月をもって学長を退くことを発表した。7月からの後任にはスタンフォード大学教授のジェレミー・ワインスタインが指名されている。

## 著名な修了生
- ピエール・トルドー(Pierre Elliott Trudeau)(1945)：カナダ首相
- ポール・ボルカー(Paul Volcke)(1951)：米国連邦準備制度理事会(FRB)議長
- レスター・R・ブラウン(Lester Russell Brown)：思想家、環境活動家、ワールドウォッチ研究所創立者、アースポリシー研究所創立者
- ミゲル・デ・ラ・マドリ・ウルタード(Miguel de la Madrid Hurtado)(1965)：メキシコ大統領
- クラウス・シュワブ(Klaus Schwab)(1967)：世界経済フォーラム(ダボス会議)設立者
- エレン・ジョンソン・サーリーフ(Ellen Johnson Sirleaf)(1971)：リベリア大統領
- カルロス・サリナス・デ・ゴルタリ(Carlos Salinas de Gortari)(1973、1976)：メキシコ大統領
- ハイメ・ヨシヤマ(Jaime Yoshiyama)(1978)：ペルー鉱業相、交通相、制憲議会議長
- リー・シェンロン(Lee Hsien Loong、李顯龍)(1980)：シンガポール首相兼財務長官
- デブラ・リー(Debra L. Lee)(1980)：ブラック・エンターテインメント・テレビジョンCEO
- ロバート・ゼーリック(Robert Bruce Zoellick )(1981)：世界銀行総裁、米国国務副長官、通商代表
- 曽蔭権（ドナルド・ツァン）(1982)：香港特別行政区行政長官
- 許仕仁（ラファエル・ホイ）(1983)：香港政務長官
- 潘基文(1985)：国際連合事務総長
- ダニエル・マッド(Daniel Mudd)(1986)：フォートレス投資グループCEO、連邦住宅抵当公庫（ファニーメイ）会長
- エドゥアルド・ロドリゲス・ベルツェ(Eduardo Rodríguez Veltzé)(1988)：ボリビア大統領
- ハミル・マフアド(Jamil Mahuad)(1989)：エクアドル大統領
- アンナ・エスコビード・キャブラル（Anna Escobedo Cabral）(1990)：アメリカ合衆国財務官
- ホセ・マリア・フィゲーレス（José María Figueres）(1991)：コスタリカ大統領、世界経済フォーラム(ダボス会議)CEO
- ハリー・B・ハリス・ジュニア（Harry Binkley Harris, Jr.）(1992)：アメリカ海軍海軍大将
- アルバロ・ウリベ(Álvaro Uribe Vélez)(1993)：コロンビア大統領
- ビル・オライリー(Bill O'Reilly)(1996)：ＦＯＸザ・オライリー・ファクターメインキャスター
- フェリペ・カルデロン(Felipe de Jesús Calderón Hinojosa)(2000)：メキシコ大統領
- 黄偉哲(2001)：台湾の医学者、政治家（立法委員、第3代台南市長）
- ツァヒアギーン・エルベグドルジ（Tsakhiagiyn Elbegdorj）(2002)：モンゴル国首相
- フレデリック・スマエ(Frederick Sumaye)(2007)：タンザニア首相
- 中川勝弘(1970)：通商産業審議官、通商産業大臣官房長、トヨタ自動車株式会社副会長
- 伊佐山建志(1971)：第34代特許庁長官、通商産業省通商政策局長、カーライル・ジャパン会長、日産自動車副会長
- 荒井寿光(1972)：通商産業審議官、特許庁長官、東京中小企業投資育成株式会社代表取締役社長
- 横浜信一：通産官僚、マッキンゼーアンドカンパニーBTO日本代表
- 一柳良雄(1973)：通商産業大臣官房総務審議官、一柳アソシエイツ代表
- 宮澤洋一(1978)：衆議院議員、自民党税調会長、元経済産業大臣
- 古川俊一(1978)：自治省大臣官房参事官、筑波大学経営・政策科学専攻長
- 蒲島郁夫(1979)：熊本県知事、東京大学教授
- 西山昭彦(1981)：一橋大学特任教授、東京ガス西山経営研究所所長
- 丸山剛司(1981)：東京工業大学副学長、元宇宙開発戦略本部事務局長代理、元文部科学省科学技術・学術政策局長
- 塩崎恭久(1982)：衆議院議員、元内閣官房長官、元厚生労働大臣
- 永岡洋治(1982)：衆議院議員
- 茂木敏充(1983)：衆議院議員、自由民主党幹事長、前外務大臣、元経済再生担当大臣、元沖縄･北方・科学技術政策担当大臣、元金融・行政改革担当大臣、元経済産業大臣、元党政調会長
- 寺田稔(1984)：衆議院議員、総務大臣
- 竹内直人(1987)：警察大学校長
- 平田竹男(1987)：早稲田大学教授、日本サッカー協会専務理事
- 髙橋寛(1987)：大阪工業大学知的財産専門職大学院教授、元外務省在ジュネーブ国際機関日本政府代表部一等書記官。
- 上川陽子(1988)：衆議院議員、外務大臣、元法務大臣、元少子化対策担当大臣
- 橋本英二(1988)：日本製鉄社長、日本鉄鋼連盟会長
- 笹沼泰助(1989)：アドバンテッジパートナーズ共同代表パートナー
- 土屋知省(1989)：国土交通省近畿運輸局長
- 石澤靖治(1990)：学習院女子大学教授・元学長
- 吉田慎一(1990)：朝日新聞社常務
- 齋藤健(1991)：衆議院議員、経済産業大臣、元法務大臣、元農林水産大臣
- 木下由美子(1991)：Jリーグ理事
- 幸田シャーミン(1992)：ジャーナリスト、元国連広報センター所長
- 杉本和巳(1992)：衆議院議員
- 桜内文城(1992)：元衆議院議員
- 猪熊純子(1992)：東京都副知事、元内閣官房地域活性化統合事務局次長
- 森清(1993)：第52代特許庁長官
- 藤末健三(1996)：前参議院議員、元総務副大臣、元民進党参院政審会長、清華大学顧問客員教授、元東京大学助教授
- 林芳正(1994)：衆議院議員、内閣官房長官、元外務大臣、元文部科学大臣、元防衛大臣、元農林水産大臣
- 玉木雄一郎(1997)：衆議院議員、国民民主党代表
- 上杉志朗(1998)：松山大学教授
- 野原諭(1999)：第15代経済産業省商務情報政策局長[4]
- 北尾早霧(2001)：東京大学教授
- 上野宏史(2003)：前衆議院議員、厚生労働大臣政務官
- 小林鷹之(2003)：衆議院議員、内閣府特命担当大臣 （科学技術政策、宇宙政策）
- 細田健一(2003)：衆議院議員、元経済産業副大臣
- 大塚拓(2005)：衆議院議員、元財務副大臣
- 上村晃嗣(2011)：財務官僚、世界銀行職員